# Oclaro
Oclaro war ein US-amerikanisches Unternehmen und einer der größten Hersteller von Laserdioden und -komponenten sowie DWDM-Lichtwellenkomponenten für 10G-, 40G- und 100G-Ethernet.
Oclaro wurde 1988 als Bookham Technology in Großbritannien gegründet. 2002 wurden Marconis und Nortels Glasfasersparten übernommen.
Im September 2013 wurde die Oclaro Switzerland GmbH mit ihrer GaAs-Fertigung an die II-VI Incorporated verkauft. 2014 folgten das Geschäft mit Oberflächenemittern (VCSELs) und 980 nm-Pumplasern.
Im Dezember 2018 wurde Oclaro von Lumentum Holdings Inc. übernommen und der Handel mit Oclaro-Aktien an der NASDAQ eingestellt.